# Dmytro Chyhrynskyy
Dmytro Anatoliyovytch Chyhrynskyy (ukrainien : Дмитро Анатолійович Чигри́нський, Dmytro Anatoliovytch Tchyhrynsky), né le 7 novembre 1986 à Iziaslav (Ukraine), est un ancien footballeur ukrainien.

## Carrière

### Débuts
Formé au Karpaty Lviv, Dmytro Chyhrynskyi s'engage avec le Chakhtar Donetsk en 2001, et y termine sa formation, et débute en 2004 avec l'équipe pro du Chakhtar.

### Les années Chakhtar (2003-2009)
Dmytro débute avec l'équipe première en 2004, mais disposant de peu de temps de jeu, il demande à être prêté pour s'aguerrir au haut niveau. Il est donc prêté au Metalurh Zaporijia, et y effectue de belles performances. Le Chakhtar le récupère la saison suivante, et il s'impose comme un élément majeur de l'équipe, réussissant notamment un beau match contre le FC Barcelone, en Ligue des champions. Il porte même le brassard de capitaine, à 20 ans, lors de la Coupe d'Ukraine 2007, en l'absence de l'habituel capitaine Matuzalém. Il est même nommé vice-capitaine la saison suivante, année où il est pour la troisième fois de sa carrière champion d'Ukraine. En 2009, il remporte la Coupe de l'UEFA, et attire les convoitises.

### Transfert au FC Barcelone, puis retour au Chakhtar
Le FC Barcelone tente de le recruter, mais, alors que le transfert est en bonne voie, Chyhrynskyi dispute un match préliminaire de Ligue des champions, ce qui empêchera le Barça de l'aligner dans cette compétition lors de la saison 2009-2010. Malgré cela, l'entraîneur du FC Barcelone, Pep Guardiola, tient absolument à le recruter et affirme que Chyhrynskyi est un joueur idéal pour le Barça. Guardiola apprécie particulièrement son habileté avec le ballon et sa vision du jeu, choses rares chez un défenseur central. Finalement, l'arrivée de Dmytro Chygrynskyi au FC Barcelone a été officialisée après la finale de la Supercoupe de l'UEFA qui opposait le Chakhtar Donetsk au Barça le 28 août 2009. Le montant du transfert est de 25 millions d'euros et la durée du contrat est de cinq ans. Chyhrynskyi devient ainsi le premier Ukrainien à porter les couleurs du Barça. Son salaire annuel sera de 1.2 million d'euros qui augmentera au fur et à mesure, pour atteindre 2 millions d'euros à la fin de son contrat. Le contrat comporte une clause libératoire de 100 millions d'euros. Il joue son premier match avec sa nouvelle équipe le 12 septembre 2009 contre Getafe CF (victoire 2-0 du Barça) lors de la deuxième journée du championnat d'Espagne, mais n'arrive pas à s'imposer en tant que titulaire dans les premiers mois et cela malgré les compliments répétés de l'entraîneur catalan Pep Guardiola. « Dima » boucle sa première saison avec 15 apparitions au compteur et contribue à l'acquisition de deux titres importants.
N'ayant pas réussi à s'imposer comme titulaire au Barça, Dmytro retourne en juillet 2010 au Chakhtar Donetsk, qui a versé 15 millions d'euros pour le récupérer.
Handicapé par des blessures récurrentes et ayant perdu sa place de titulaire tant en club qu'en sélection, il ne joue que 31 matchs entre 2011 et 2015 avant de résilier son contrat avec le Chakhtar et de s'engager en faveur du FK Dnipro.

### Nouvelle expérience en Grèce
Le 11 juin 2016, il rejoint le club de l'AEK Athènes pour deux saisons plus une en option.

### En équipe nationale
- 29 sélections en équipe nationale
- 19 sélections et 2 buts en équipe d'Ukraine espoirs
- Chygrynskyi a participé à la Coupe du monde 2006 avec l'équipe d'Ukraine.

## Palmarès
Avec l'équipe d'Ukraine espoirs
- Finaliste du championnat d'Europe espoirs 2006

 Avec le Chakhtar Donetsk
- Champion d'Ukraine en 2004, 2006, 2008, 2010, 2011, 2012, 2013 et 2014
- Vice-champion d'Ukraine en 2007 et 2009
- Vainqueur de la Coupe d'Ukraine en 2008 et 2011
- Vainqueur de la Supercoupe d'Ukraine en 2008
- Vainqueur de la Coupe UEFA en 2009
- Finaliste de la Supercoupe de l'UEFA en 2009

 Avec le FC Barcelone
- Champion d'Espagne en 2010

 Avec l'AEK Athènes
- Champion de Grèce en 2018
- Finaliste de la Coupe de Grèce en 2017